# زاوية مماسية

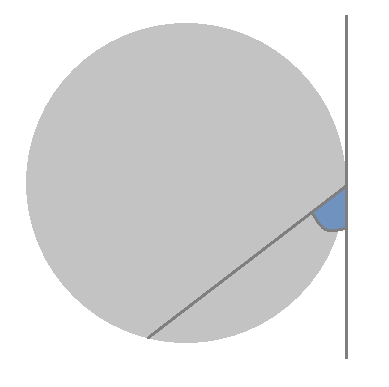
الزاوية المماسية

الزاوية المماسية هي الزاوية المحصورة بين مماس للدائرة، وأي وتر فيها مار بنقطة التماس. لاحظ الشكل المجاور

## مسلمات

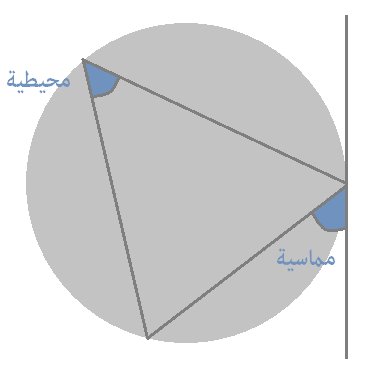
توضيح الزاوية المماسية مع المحيطية

قياس الزاوية المماسية = نصف قياس الزاوية المركزية المشتركة معها في القوس

قياس الزاوية المماسية = قياس الزاوية المحيطية المرسومة على وتر التماس

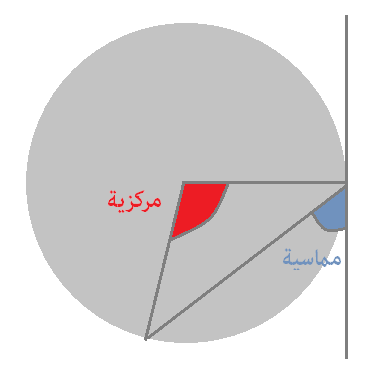
توضيح الزاوية المماسية مع المركزية